# Begonia wrightiana
Espèce
Begonia wrightiana est une espèce de plantes de la famille des Begoniaceae. Ce bégonia est originaire de Cuba. L'espèce fait partie de la section Begonia. Elle a été décrite en 1859 par Alphonse Pyrame de Candolle (1806-1893). L'épithète spécifique wrightiana signifie « de Wright », en hommage au botaniste américain Charles Wright (1811-1885) qui a récolté les spécimens types lors d'une mission scientifique dans l'île.

## Description

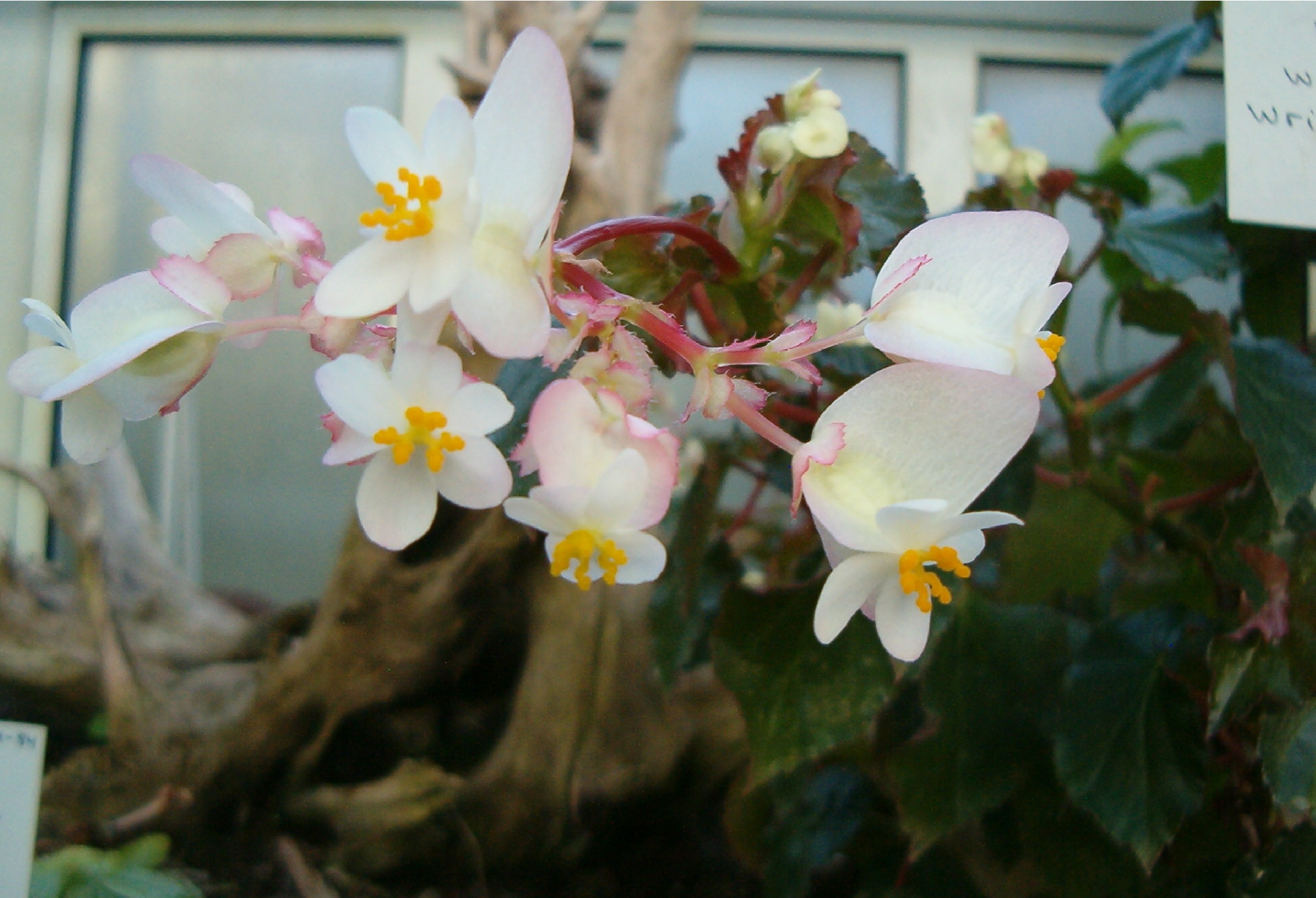
Détail d'une inflorescence

## Répartition géographique
Cette espèce est originaire de Cuba.